# 拉胡爾·甘地
拉胡爾·甘地（英文：राहुल गांधी，1970年6月19日—）是一名印度政治人物、曾任印度國民大會黨主席、副主席和總書記。尼赫鲁-甘地家族的成員，尼赫魯-甘地家族和印度國父甘地並無血緣關係。他是現任印度國會議員，代表印度北方邦的阿梅蒂 。他是前印度總理拉吉夫·甘地和國民大會黨主席索尼婭·甘地之子，普里揚卡·甘地之兄。
拉胡爾·甘地在他的童年和青年時期大部分時間都遠離公共領域。他在新德里和德拉敦接受了初等教育，但出於安全考慮，後來又接受了自學。之後他以化名進入羅林斯學院，只有少數特定的人知道他的身份。在羅林斯學院和劍橋大學獲得國際關係與發展研究學位後，他在孟買成立了技術外包公司。
拉胡爾·甘地於2004年參政，並成功參加了在他父親曾任職的阿美蒂舉行的大選；他在2009年和2014年再次從選區中獲勝。在國會呼籲他更多地參與政黨政治的情況下，甘地於2013年當選為國會副主席。拉胡爾·甘地在2014年印度大選中領導了INC的競選活動，但該黨的選舉結果是有史以來最不成功的一次，僅贏得44個席位，而在2009年大選之前有206個席位。
2023年3月，印度古吉拉特邦蘇拉特一家法院裁定甘地在2019年大選期間的言論對總理莫迪構成誹謗，判刑兩年。甘地提出上訴，其刑期暫緩執行一個月。

## 早年生活
拉胡爾·甘地10歲時，叔叔桑賈伊·甘地因飛機失事身亡；14歲時，祖母英迪拉·甘地被行刺身亡；21歲時，父親拉吉夫·甘地被行刺身亡。
畢業後，拉胡爾·甘地在倫敦的管理諮詢公司工作。2002年，他是總部位於孟買的技術外包公司的董事之一。

## 政治生涯

### 2009年印度選舉
2009年的選舉中，拉胡爾·甘地以370,000票的優勢擊敗了他的對手，從而保留了席位。拉胡爾·甘地因在北方邦國會的表現而獲得讚譽，在那裡他們贏得了總共80個席位中的21個。他在六週內在全國125場集會上演講。全國大選偏離了民意預測，並對現任政府投了贊成票。
2011年5月，拉胡爾·甘地在北方邦被捕，此前他出面支持鼓動農民，要求他們為公路項目獲得的土地獲得更多賠償。拉胡爾·甘地被帶離抗議現場，隨後被保釋，並在德里邊境下車。

### 2014年印度選舉
2014年，拉胡爾·甘地率领印度国大党与印度人民党党魁纳伦德拉·莫迪参与竞选2014年印度人民院席位，但印度国大党赢得的议员席位数量远低于印度人民党，无法继续执政。

### 大選後
2015年，他稱現任政府為“西服政府”，指莫迪與奧巴馬會晤時穿著的服裝。此外，他使用了“好時代的政府”（莫迪的競選口號），並提到他“使這個國家失敗了”。

### 2019年印度選舉
2019年5月，拉胡爾·甘地再次捲土重來挑戰纳伦德拉·莫迪總理連任，但未能成功，甚至拉胡爾·甘地本人在北方邦阿梅蒂鎮選區不敵斯姆里提·艾拉尼，輸掉甘地家族在該選區持有40年的議員席位，不過拉胡爾·甘地在他的第二選區瓦拉納德獲勝。由於大選慘敗，他於7月辭去黨主席。
甘地以創造了「Chowkidar Chor Hai」的口號，以嘲諷納倫德拉·莫迪。該口號的目的是針對莫迪，他在授予陣風戰鬥機合同時涉嫌違規行為。該案件由印度最高法院審理，在仔細審查所有證據之後，高級法院駁回了該案。
莫迪總理領導了印度人民黨的競選。在他的領導下，該黨的席位從2014年的543個中的44個增加到2019年的542個中的52個。投票率也從2019年的19.3％提高到19.5％。

### 獲刑
2023年3月，印度古吉拉特邦蘇拉特一家法院裁定甘地在2019年大選期間的言論對總理莫迪構成誹謗，判刑兩年。甘地提出上訴，其刑期暫緩執行一個月。同年8月4日，印度最高法院宣佈甘地暫緩服刑，以等候上訴。

## 政治觀點

### 國家安全
2010年12月，在維基解密泄露美國外交電報事件期間，維基解密泄露了2009年8月3日的電報，印度總理曼莫漢·辛格於2009年7月20日與當時的AICC秘書長拉胡爾·甘地舉行了午餐會。美國駐印度大使蒂莫西·羅默參加了午宴。在與羅默的“坦率對話”中，辛格說，他認為印度教極端分子對本國的威脅要大於穆斯林極端分子。拉胡爾·甘地特別提到了巴拉蒂亞·賈納塔等在黨內兩極化的人物。拉胡爾·甘地也在回應大使對伊斯蘭激進組織在該地區的活動的詢問時說，有證據表明印度本土穆斯林人口中的某些人對該組織有所支持。對此，國大黨強烈批評了拉胡爾·甘地的言論。
2020年4月，拉胡爾·甘地表示要限制中資投資印度企業。

### 扶貧
拉胡爾·甘地在阿拉哈巴德的一次集會上說：“貧窮只是一種精神狀態。這並不意味著食物，金錢或物質的稀缺。如果一個人有自信，那麼一個人就能戰勝貧困。”“精神狀態”一詞引起了印度人民黨北方邦發言人維杰·巴哈杜爾·帕塔克的批評，認為他嘲笑窮人。Oneindia新聞評論道，他使“經濟學無關緊要”。

### 女性權利
拉胡爾·甘地支持《婦女保留法案》，該法案將允許所有州立法議會的席位保留33％的女性席位。

### LGBT權利
拉胡爾·甘地支持廢除《印度刑法》第377條和將同性戀定為非刑事犯罪。

## 個人生活
2004年，他被報稱在英格蘭結識了一個當建築師的西班牙女友。2013年，他表示他可能不會結婚。